# Paratheuma insulana
Paratheuma insulana is een spinnensoort in de taxonomische indeling van de Desidae.
Het dier behoort tot het geslacht Paratheuma. De wetenschappelijke naam van de soort werd voor het eerst geldig gepubliceerd in 1902 door Nathan Banks.